# Madrid (Gerichtsbezirk)
Der Gerichtsbezirk Madrid ist einer der 21 Gerichtsbezirke in der autonomen Gemeinschaft Madrid.
Der Bezirk umfasst die Gemeinde Madrid auf einer Fläche von 605,77 km² mit dem Hauptquartier in Madrid.